# 川端康雄
川端 康雄（かわばた やすお、1955年 - ）は、日本の英文学者、日本女子大学名誉教授。

## 人物
横浜市生まれ。明治大学文学部文学科英米文学専攻、同大学院博士課程中退。小野二郎、平野敬一に師事。十文字学園女子短期大学教養学科専任講師、助教授、十文字学園女子大学社会情報学部助教授、教授を経て、2002年より日本女子大学文学部英文学科教授。
2016年度より日本ヴィクトリア朝文化研究学会会長、2019年度より日本ワイルド協会会長。

## 著書
- 『オーウェルのマザー・グース 歌の力、語りの力』平凡社選書、1998／増補版・岩波現代文庫、2021
- 『「動物農場」 ことば・政治・歌』みすず書房〈理想の教室〉、2005
- 『ジョージ・ベストがいた マンチェスター・ユナイテッドの伝説』平凡社新書、2010
- 『葉蘭をめぐる冒険　イギリス文化・文学論』みすず書房、2013
- 『ウィリアム・モリスの遺したもの　デザイン・社会主義・手しごと・文学』岩波書店、2016
- 『ジョージ・オーウェル 「人間らしさ」への賛歌』岩波新書、2020
- 『オーウェル『一九八四年』　ディストピアを生き抜くために』慶應義塾大学出版会【世界を読み解く一冊の本】、2022

### 編著・共著
- ジョージ・オーウェル 『オーウェル評論集』平凡社ライブラリー（全4巻）、1995、新装版2009
- 『小野二郎セレクション イギリス民衆文化のイコノロジー』平凡社ライブラリー、2002
- 『愛と戦いのイギリス文化史 1900-1950年』武藤浩史、遠藤不比人、大田信良、木下誠共編、慶應義塾大学出版会、2007
- 『愛と戦いのイギリス文化史 1951-2010年』大貫隆史、河野真太郎、佐藤元状、秦邦生共編、慶應義塾大学出版会、2011
- 小野二郎『ウィリアム・モリス通信』みすず書房〈大人の本棚〉、2012
- 『もっと知りたいバーン＝ジョーンズ　生涯と作品』加藤明子共著、東京美術<アート・ビギナーズ・コレクション>、2012
- 『文化と社会を読む 批評キーワード辞典』大貫隆史、河野真太郎共編、研究社、2013
- 『ウォーターハウス夢幻絵画館』監修、加藤明子共著、東京美術、2014

### 翻訳
- マロリ・フロム『宮沢賢治の理想』 晶文社、1984
- ケネス・ストロング『田中正造伝 嵐に立ち向かう雄牛』 佐野正信共訳　晶文社、1987
- フィリップ・ヘンダースン『ウィリアム・モリス伝』 永江敦・志田均共訳　晶文社、1990
- ウィリアム・モリス『理想の書物』 ウィリアム・S.ピータースン編 晶文社、1992／ちくま学芸文庫、2006
- モーリス・ヴァレンシー『恋愛礼讃 中世・ルネサンスにおける愛の形』 沓掛良彦共訳、叢書・ウニベルシタス 法政大学出版局　1995
- ビル・ウォーターズ、マーティン・ハリスン『バーン=ジョーンズの芸術』 晶文社、1997
- サーラ・スレーリ『修辞の政治学 植民地インドの表象をめぐって』 吉村玲子共訳、平凡社テオリア叢書、2000
- ウィリアム・モリス『世界のはての泉』 兼松誠一共訳、晶文社、2000
- ウィリアム・モリス『ユートピアだより もしくはやすらぎの一時代、ユートピアン・ロマンスからの幾章』 晶文社、2003／岩波文庫、2013
- ジョージ・オーウェル『動物農場 おとぎばなし』 岩波文庫、2009
- ジョン・ラスキン『ゴシックの本質』編訳、みすず書房、2011
- レイモンド・ウィリアムズ『共通文化にむけて 文化研究I』大貫隆史、河野真太郎、近藤康裕、田中裕介共訳、みすず書房、2013
- ウィリアム・モリス、E・B・バックス『社会主義』監訳、大内秀明解説 晶文社、2014
- レイモンド・ウィリアムズ『想像力の時制 文化研究II』遠藤不比人、大貫隆史、河野真太郎、鈴木英明、山田雄三共訳、みすず書房、2016
- レベッカ・ソルニット『オーウェルの薔薇』ハーン小路恭子共訳、岩波書店、2022
- ウィリアム・モリス『小さな芸術－社会・芸術論集Ⅰ』 月曜社、2022 - 全3巻[1]
- エドワード・P・トムスン『ウィリアム・モリス――ロマン派から革命家へ』監訳、田中裕介ほか全4名訳、月曜社、2025

## 参考
- ジョージ・ベストがいた―マンチェスター・ユナイテッドの伝説 - 紀伊國屋書店BookWeb